# Quercus arizonica
Quercus arizonica är en bokväxtart som beskrevs av Charles Sprague Sargent. Quercus arizonica ingår i släktet ekar, och familjen bokväxter. Inga underarter finns listade.

## Bildgalleri

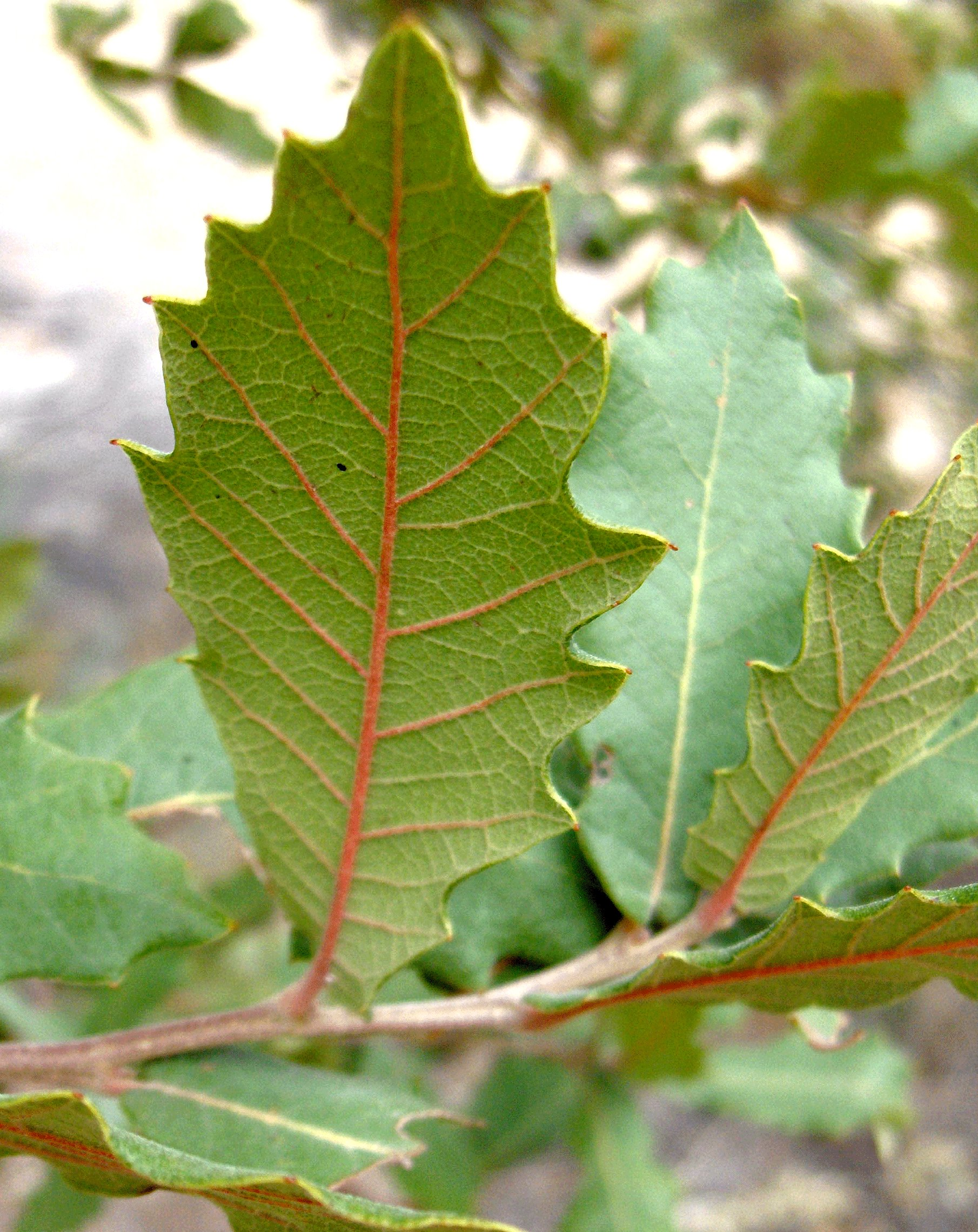